# Pandanus kanehirae
Pandanus kanehirae är en enhjärtbladig växtart som beskrevs av Ugolino Martelli. Pandanus kanehirae ingår i släktet Pandanus och familjen Pandanaceae. Inga underarter finns listade.